# Suica
Suica (スイカ Suika?) es una tarjeta inteligente de prepago recargable sin contacto que funciona como monedero electrónico para pagar el billete en las líneas de tren y otros sistemas de transporte público de Japón. Fue lanzada el 18 de noviembre de 2001 por la compañía ferroviaria JR East.

Logotipo de Suica.

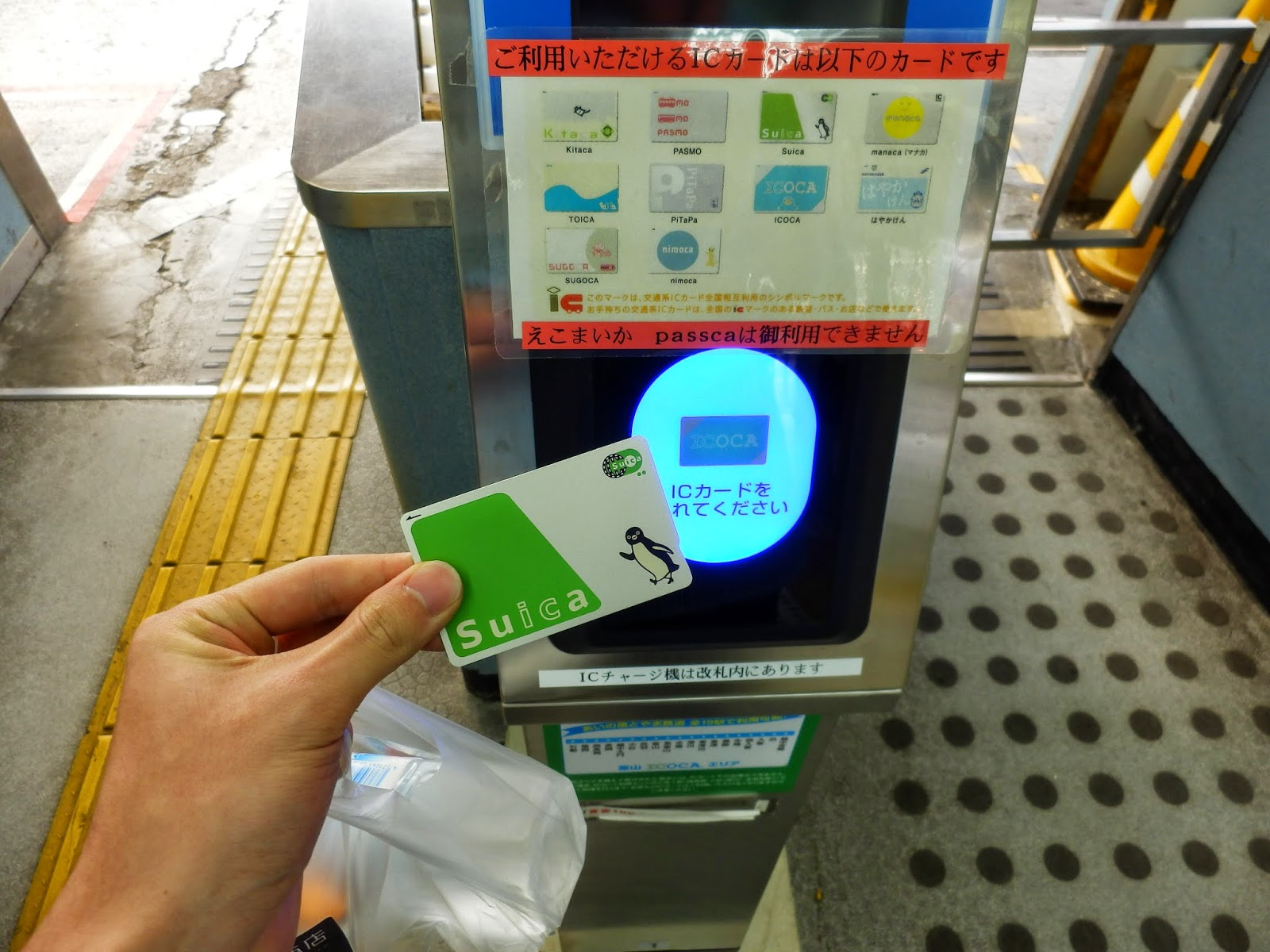
Una persona pagando el billete de tren con la tarjeta Suica.

Se puede utilizar en todo Japón en virtud del Servicio Nacional de Uso Mutuo (全国相互利用サービス Zenkoku Sōgo Riyō Sābisu?), un sistema que permite el uso recíproco y la interoperabilidad entre las principales tarjetas inteligentes de transporte con funcionalidad de monedero electrónico del país. Es muy popular para realizar compras en tiendas y quioscos, en particular en las tiendas de conveniencia y en aquellas situadas dentro de las estaciones de tren. Según datos proporcionados por el operador JR East, en 2018 se realizaron 6,6 millones de transacciones diarias con Suica. En octubre de 2023, se habían emitido 95,64 millones de tarjetas Suica (incluidas las Mobile Suica) y 1,63 millones de establecimientos admitían pagos a través del monedero digital de la Suica.
Suica es totalmente interoperable con la tarjeta PASMO (véase Interoperabilidad), por lo que se puede utilizar en prácticamente cualquier tren, tranvía o autobús de Tokio y su área metropolitana (a excepción de determinados trenes como el Shinkansen y las líneas de autobuses de largo recorrido).

## Etimología
Suica son las siglas de «Super Urban Intelligent CArd» (en inglés «Súper Tarjeta Urbana Inteligente»). En su logotipo, las letras «ic» aparecen resaltadas, ya que hacen referencia al término «integrated circuit» (circuito integrado), que se utiliza en la expresión «IC card», empleada en Japón para denominar a las tarjetas inteligentes. Según otra interpretación, haría referencia a la onomatopeya sui sui, que significa «moverse con suavidad y rapidez», y evoca la sencillez de uso de la tarjeta frente a los tradicionales billetes de tren.
Su mascota es un pingüino, ya que este animal puede nadar en el agua con gran agilidad. Su diseño es obra del ilustrador Chiharu Sakazaki. El color corporativo de Suica es el verde, ya que suika (すいか?) también significa «sandía» en japonés.

## Tecnología
La tarjeta incorpora una tecnología de comunicación de campo cercano (NFC) sin contacto desarrollada por Sony y que se denomina FeliCa. Esta misma tecnología se emplea también en las tarjetas electrónicas Edy de Japón, Octopus de Hong Kong y EZ-Link de Singapur.

## Usos

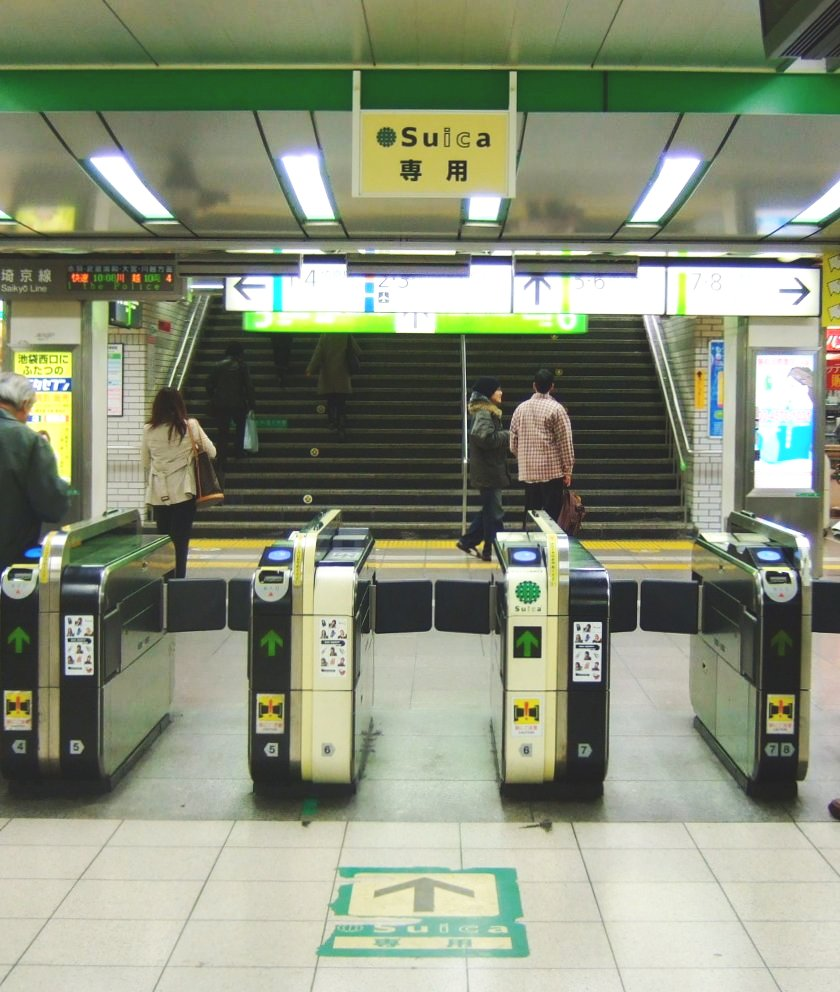
Canceladoras de la estación de Ikebukuro en 2006. El torno central es exclusivo para Suica. Estos tornos se han sustituido para que también admitan las principales tarjetas IC.

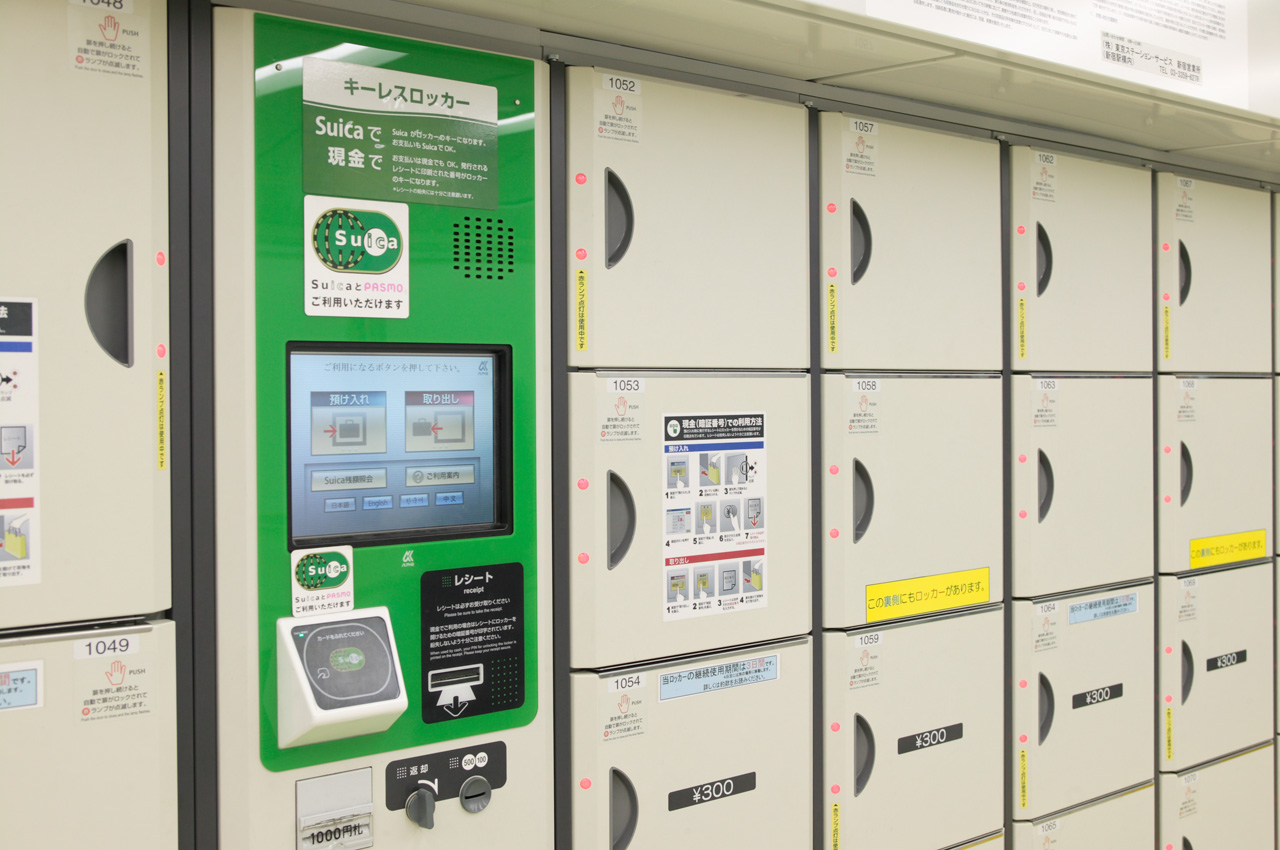
Sistema de consignas sin llave para las tarjetas Suica y PASMO en la estación de Shibuya.

Si bien la Suica se utiliza principalmente como tarjeta monedero para pagar los desplazamientos en transporte público, también se puede usar para realizar compras en general. A excepción de las tarjetas arcaicas de primera generación emitidas antes de 2004, todas las Suica llevan un logotipo que indica que la tarjeta se puede utilizar para efectuar pagos con dinero electrónico.
Junto al distintivo que indica que es compatible con los sistemas de dinero electrónico pueden aparecer también otros símbolos, tales como:
- Dos puntos («●●») debajo del logotipo indican que es compatible con los servicios de FeliCa Pocket, como diversos programas de fidelización.[11][12][13]
  - Anteriormente, este símbolo indicaba que la tarjeta era compatible con Suica Internet Service, un sistema que permitía a los usuarios recargar su Suica a través de la web,[14][15] así como utilizar la tarjeta para realizar compras en línea a través de un dispositivo NFC conocido como PaSoRi.[16] Este servicio se introdujo en julio de 2009 y fue suprimido en febrero de 2021.[17][18]
- Un signo más («+») a la derecha del logotipo la identifica como «tarjeta de afiliación» que cuenta con diversos servicios asociados. Entre ellos se encuentran las Suica vinculadas a una tarjeta de crédito (véase Integración con tarjetas de crédito), las Suica virtuales que se pueden recargar a través del teléfono móvil (véase Mobile Suica) y las tarjetas multifunción 2 en 1 para el transporte público regional.

Logotipo «IC» del Servicio Nacional de Uso Mutuo.

Las cadenas comerciales FamilyMart, 7-Eleven, Lawson, Yodobashi Camera, Bic Camera, Dotour Coffee, CoCo Ichibanya y MOS Burger también permiten pagar con la Suica. Muchas tiendas del Aeropuerto Internacional de Narita, del Aeropuerto de Haneda y los taxis también la aceptan como método de pago. Los establecimientos que aceptan el pago con tarjeta IC muestran el logotipo «IC» del Servicio Nacional de Uso Mutuo, normalmente junto a los logotipos de las distintas tarjetas. También se puede pagar con ella en la mayoría de las máquinas expendedoras, quioscos y consignas de las estaciones de JR; en este último caso, también hace las veces de llave electrónica con la que abrir el casillero que se desea utilizar.
Desde 2004, los empleados de JR East la emplean como carné identificativo.

## Funciones y servicios

Esquema que muestra cómo se usa la tarjeta en los tornos de las estaciones.

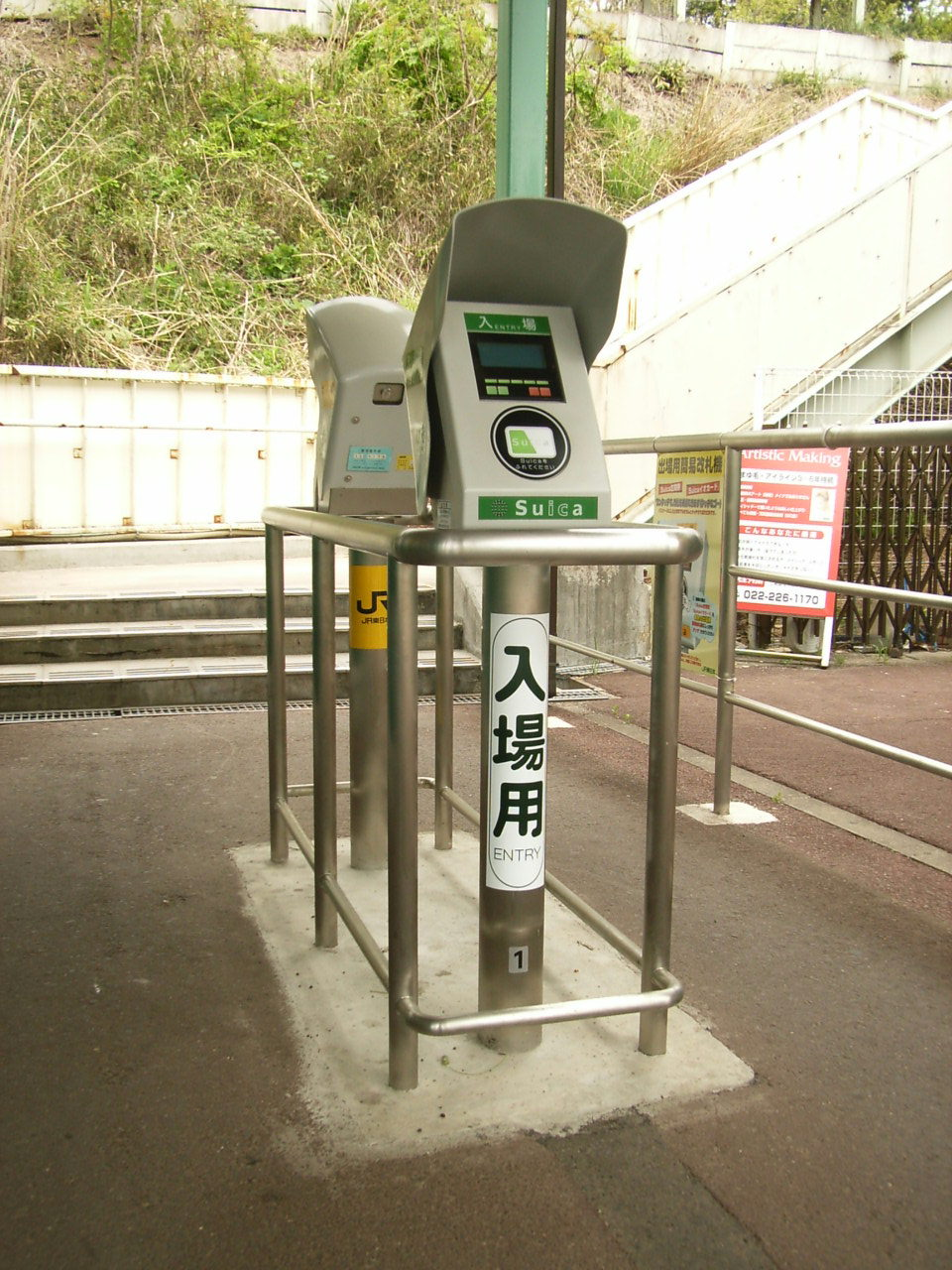
Un lector automático de Suica en la estación de Kuzuoka, que no dispone de las canceladoras habituales.

Para usar la Suica basta con pasarla por un lector de tarjetas inteligentes. La tecnología que incorpora permite que se pueda leer a poca distancia, por lo que no es imprescindible que haya contacto entre la tarjeta y el lector. No obstante, las instrucciones oficiales recomiendan a los usuarios que la tarjeta «toque» (タッチ tacchi?) el lector para asegurarse de que se encuentra dentro del radio de alcance del dispositivo (unos 10 cm). Muchos viajeros las llevan guardadas en sus carteras o fundas y cuando entran por las canceladoras simplemente pasan estos objetos por el lector, aunque el operador recomienda llevar sólo una tarjeta inteligente en la cartera para evitar errores de lectura (por ejemplo, que la operación se registre en una tarjeta distinta a la que se pretende o en varias de ellas a la vez).
Cada vez que se pase la tarjeta sobre el lector aparecerá el saldo disponible en la pantalla del torno. Para acceder al sistema de transporte es necesario disponer del saldo mínimo para recorrer al menos una parada, pero no se cobra ningún importe hasta que el usuario sale del sistema, momento en el que hay que volver a pasar la tarjeta por el lector en la estación de salida para calcular automáticamente la tarifa que se cobrará. Si no hay suficiente saldo en la tarjeta para abonar el viaje realizado no se podrá pasar por los tornos de salida, por lo que habrá que recargarla en las máquinas de ajuste de tarifas que se sitúan antes de estos tornos.
En la tarjeta se almacena un registro de los últimos 20 viajes, que se puede consultar o imprimir en las máquinas expendedoras de billetes o en algunas máquinas de ajuste de tarifas.
Además del saldo, la Suica puede almacenar abonos de transporte para períodos de uno, tres o seis meses válidos para un trayecto determinado, que permiten viajar de manera ilimitada entre las estaciones especificadas.
Cuando se viaja desde una estación de la red de JR East en la que se admite Suica a una estación ubicada fuera de esta red, se deberá comprar un billete aparte, para lo cual se puede utilizar el saldo de la Suica.
La tarjeta Suica quedará automáticamente invalidada si no se utiliza durante un período de 10 años.

## Puntos de venta
Las tarjetas Suica se pueden adquirir en las máquinas expendedoras de billetes o en las ventanillas de atención al cliente ubicadas en la zona Suica, y concretamente en todas las estaciones de tren de la red JR East. Una tarjeta nueva cuesta 2.000 yenes, cantidad en la que se incluye una fianza de 500 yenes que se reembolsará en caso de que se devuelva la tarjeta. Los 1.500 yenes restantes se pueden utilizar de inmediato para viajar en el transporte público, y es posible cargar más dinero en incrementos de 500, 1.000, 2.000, 3.000, 4.000, 5.000 y 10.000 yenes, hasta un máximo de 20.000 yenes. También se pueden recargar en las máquinas de ajuste de tarifas situadas antes de los tornos de salida de las estaciones.
El 8 de junio de 2023, los operadores ferroviarios, entre ellos JR East, anunciaron que dejarían de emitir temporalmente tarjetas no nominativas, es decir, las que no incluyen el nombre del titular, debido a la escasez mundial de chips de 2020-2023. En agosto de 2023 también se interrumpió la venta de tarjetas nominativas (My Suica) y se pidió a los usuarios que usaran la Mobile Suica. En marzo de 2024, su venta seguía oficialmente suspendida «por el momento», pero, desde enero del mismo año, los turistas extranjeros han podido adquirirla en los centros de atención al cliente en cantidades limitadas.

## Tipos de tarjetas
Las tarjetas Suica se comercializan a través de la compañía JR East y dos de sus filiales:
- Las tarjetas Suica (y My Suica), Welcome Suica y View Suica se venden directamente a través de JR East;
- La Rinkai Suica la comercializa la Tokyo Waterfront Area Rapid Transit (línea Rinkai);
- La Monorail Suica la comercializa el Monorraíl de Tokio.

### Integración con tarjetas de crédito
La View Suica vincula la Suica de prepago con una tarjeta de crédito. Existen varios tipos de estas «tarjetas de afiliación», algunas de ellas asociadas a cadenas comerciales, como la Bic Camera Suica. Ofrecen las mismas funciones que una Suica de prepago y una tarjeta de crédito normal, y disponen de una función de recarga automática para evitar que se agote el saldo de la Suica, el cual se descuenta del saldo de la tarjeta de crédito. Por tanto, estas tarjetas cuentan con dos saldos: el de la Suica de prepago y el de la tarjeta de crédito, en la que se cargan los gastos del mes. Así, las tarjetas asociadas a establecimientos comerciales, como la Bic Suica, combinan tres funciones distintas: sirven como tarjeta de puntos para comercios, como Suica de uso general y como tarjeta de crédito. Cualquier compra a crédito (restringida, en el caso de Bic, a JCB) permite acumular una pequeña cantidad de puntos en la tarjeta de fidelización de la tienda.
Japan Airlines ofrece otro tipo de Suica llamado JALCARD Suica. Esta tarjeta, además de disponer de las funcionalidades de la Suica y de la tarjeta de crédito, sirve también como tarjeta de embarque electrónica para los vuelos nacionales que opera JAL en Japón en un aeropuerto que ofrezca el servicio JAL IC.

### My Suica
My Suica es el término con el que la compañía JR East designa una tarjeta personal nominativa. Para solicitarla, los usuarios deben proporcionar sus datos personales, como el nombre, el sexo, la fecha de nacimiento y un número de teléfono, de modo que en caso de pérdida, robo o rotura, es posible transferir su saldo.

### Welcome Suica
En agosto de 2019, JR East presentó la Welcome Suica, una variante de la Suica destinada exclusivamente a los turistas extranjeros que visitan Japón. Tiene un diseño de flores de cerezo blancas sobre un fondo rojo. Esta tarjeta también es recargable, pero, a diferencia de las Suica ordinarias, no requiere que el usuario deposite una cantidad inicial a modo de fianza. No obstante, sólo se puede utilizar durante 28 días a partir de la fecha de compra, tras los cuales caduca definitivamente. Tampoco es reembolsable, sea cual sea el saldo restante o la actividad del usuario.
JR East requiere a los clientes que lleven siempre consigo un papel denominado «documento de referencia», en el que se indica, entre otras cosas, la fecha de validez de la tarjeta, por si lo solicita el personal de la estación.

## Interoperabilidad

Esquema de interoperabilidad

El 18 de marzo de 2007, los ferrocarriles privados, las empresas de autobuses y el metro del Área del Gran Tokio implantaron el sistema PASMO, un sistema de tarjetas inteligentes que reemplazó al antiguo sistema de tarjetas magnéticas Passnet. En virtud de un acuerdo de colaboración alcanzado con JR East, los pasajeros pueden utilizar la tarjeta Suica en todos aquellos lugares que acepten las tarjetas PASMO para viajar en cualquier ferrocarril o autobús del Área del Gran Tokio. Los abonos mensuales para las líneas de JR East sólo pueden cargarse en la Suica, y los abonos mensuales del Metro de Tokio, sólo en la PASMO. Aparte de esta salvedad, ambas tarjetas ofrecen las mismas funcionalidades para los viajeros.
Posteriormente, este acuerdo se ha ampliado para incluir los sistemas de otras partes de Japón, en lo que se conoce como Servicio Nacional de Uso Mutuo. Así, desde el año 2013, la tarjeta Suica es totalmente interoperable con las tarjetas Kitaca, PASMO, TOICA, manaca, ICOCA, PiTaPa, SUGOCA, nimoca y Hayakaken, además de otras tarjetas locales.
El 22 de julio de 2014, Nintendo incorporó la posibilidad de pagar con las tarjetas Suica y PASMO en la tienda Nintendo eShop a través de la función NFC del Wii U GamePad y la New Nintendo 3DS.  Este servicio se dejó de ofrecer el 18 de enero de 2022.

## Dispositivos móviles

### Mobile Suica

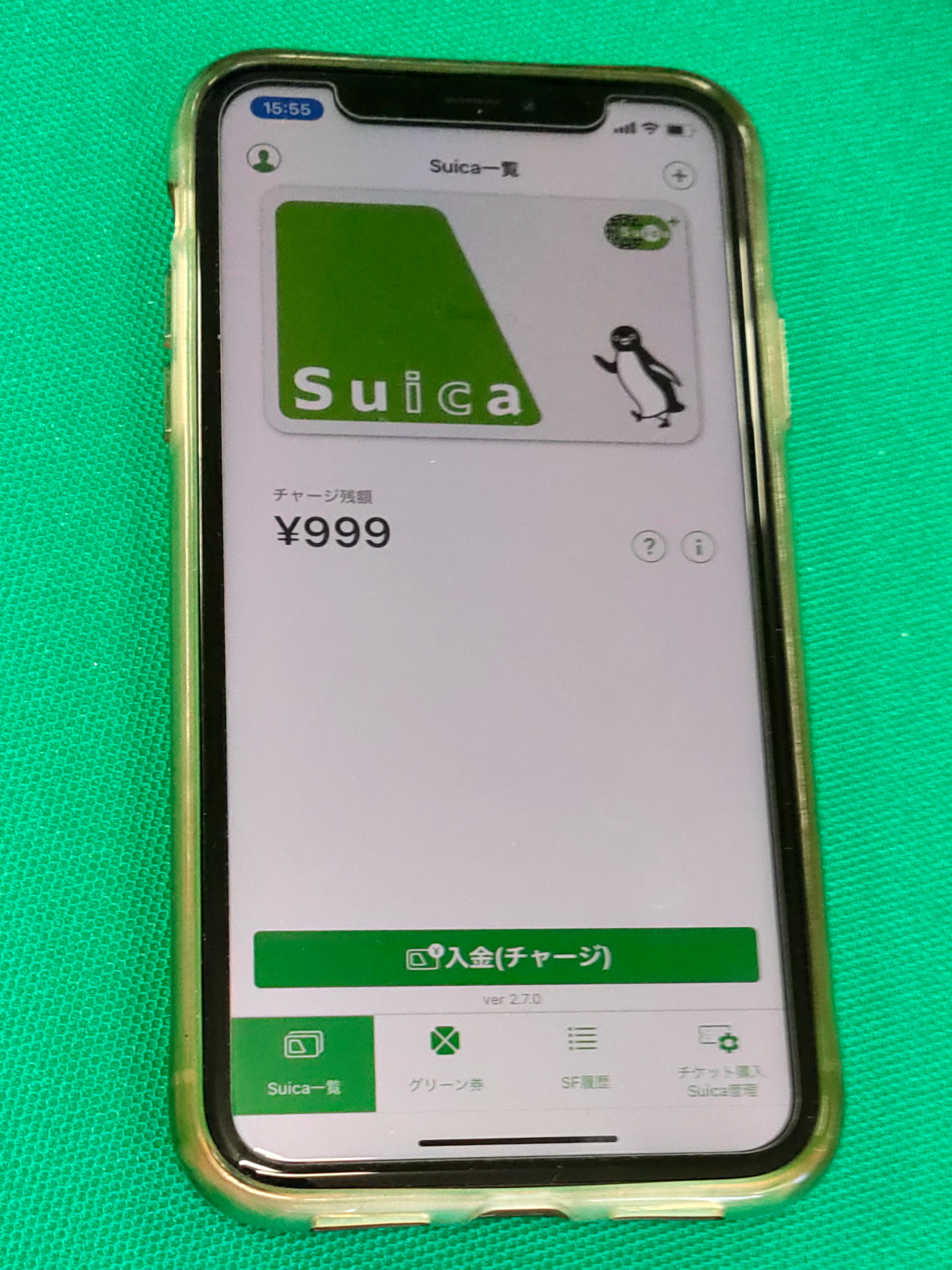
Mobile Suica ejecutándose en un iPhone.

En enero de 2006, las compañías de telefonía móvil de Japón comenzaron a incorporar una versión denominada Mobile Suica (モバイルSuica Mobairu Suika?) en los terminales móviles dotados del sistema de monedero electrónico FeliCa. Dicho sistema incluía aplicaciones Java para realizar diversas gestiones con la tarjeta Suica a través del teléfono móvil, como recargarla o consultar su saldo. En 2007 se añadió una funcionalidad que permitía cargar los pagos de la Suica directamente en la factura del teléfono, eliminando así la necesidad de llevar un control constante del saldo disponible. El 23 de mayo de 2011, JR anunció el lanzamiento de la aplicación Mobile Suica para dispositivos Android compatibles con el sistema de pagos Osaifu-Keitai. Al principio, solo la ofrecían las operadoras NTT DoCoMo y au, pero actualmente también está disponible en SoftBank Mobile y Willcom.

### Apple Pay
El 7 de septiembre de 2016, Apple anunció que las tarjetas Suica podrían añadirse a Apple Pay desde la aplicación Wallet y utilizarse del mismo modo que una tarjeta física. Esta funcionalidad estaba limitada a los dispositivos adquiridos en Japón que eran compatibles con FeliCa: el iPhone 7 (modelos A1779 y A1785) y el Apple Watch Series 2. Desde el lanzamiento del iPhone 8, el iPhone X y el Apple Watch Series 3, los dispositivos adquiridos en cualquier parte del mundo pueden hacer uso de la Suica en Apple Pay.
iOS 13 introdujo la opción de crear una tarjeta virtual Suica desde la aplicación Wallet.
iOS 15 introdujo nuevas mejoras en Wallet y una categoría específica para agregar tarjetas Suica y otras tarjetas de transporte, con independencia de la configuración regional del dispositivo.

### Google Pay
El 24 de mayo de 2018, Google anunció que las tarjetas Suica podrían añadirse al servicio Google Pay. Esta funcionalidad está limitada a los dispositivos Android cuyo país de configuración de la cuenta de Google sea Japón y que admitan el sistema de pago Osaifu-Keitai; es decir, el teléfono debe haber sido comprado en Japón o estar rooteado (y tener un chip FeliCa, como los teléfonos Google Pixel modernos) para habilitar esta función.